# The Mindy Project/Episodenliste
Diese Episodenliste enthält alle Episoden der US-amerikanischen Comedyserie The Mindy Project, sortiert nach der US-amerikanischen Erstausstrahlung. Zwischen 2012 und 2017 entstanden in sechs Staffeln insgesamt 117 Episoden mit einer Länge von jeweils etwa 22 Minuten.

## Übersicht
| Staffel | Episodenanzahl | Erstausstrahlung USA | Erstausstrahlung USA | Deutschsprachige Erstausstrahlung | Deutschsprachige Erstausstrahlung |
| Staffel | Episodenanzahl | Staffelpremiere      | Staffelfinale        | Staffelpremiere                   | Staffelfinale                     |
| ------- | -------------- | -------------------- | -------------------- | --------------------------------- | --------------------------------- |
| 1       | 24             | 25. September 2012   | 14. Mai 2013         | 16. Februar 2014                  | 22. Februar 2017                  |
| 2       | 22             | 17. September 2013   | 6. Mai 2014          | 7. September 2014                 | 4. Januar 2015                    |
| 3       | 21             | 16. September 2014   | 24. März 2015        | 5. Oktober 2015                   | 26. Dezember 2015                 |
| 4       | 26             | 15. September 2015   | 5. Juli 2016         | 8. Juli 2016                      | 1. September 2017                 |
| 5       | 14             | 4. Oktober 2016      | 28. März 2017        | 18. Juni 2018                     | 5. Juli 2018                      |
| 6       | 10             | 12. September 2017   | 14. November 2017    | 22. Oktober 2020                  | 4. November 2020                  |

## Staffel 1
Die Erstausstrahlung der ersten Staffel war vom 25. September 2012 bis zum 14. Mai 2013 auf dem US-amerikanischen Sender Fox zu sehen. Die deutschsprachige Erstausstrahlung sendet der deutsche Free-TV-Sender Comedy Central seit dem 16. Februar 2014. Die vierte Folge strahlte der deutsche Free-TV-Sender Nickelodeon während des Nicknight-Programmfensters erstmals am 22. Januar 2017 aus.
| Nr. (ges.) | Nr. (St.) | Deutscher Titel                         | Originaltitel                       | Erstausstrahlung USA | Deutschsprachige Erstausstrahlung (D) | Regie                | Drehbuch                       | Zuschauer (USA) |
| ---------- | --------- | --------------------------------------- | ----------------------------------- | -------------------- | ------------------------------------- | -------------------- | ------------------------------ | --------------- |
| 1          | 1         | Aller Anfang ist schwer                 | Pilot                               | 25. Sep. 2012        | 16. Feb. 2014                         | Charles McDougall    | Mindy Kaling                   | 4,67 Mio.       |
| 2          | 2         | Bewerbungsgespräche                     | Hiring and Firing                   | 2. Okt. 2012         | 16. Feb. 2014                         | Michael Spiller      | Mindy Kaling                   | 3,68 Mio.       |
| 3          | 3         | Der Club                                | In the Club                         | 9. Okt. 2012         | 23. Feb. 2014                         | Michael Spiller      | Matt Warburton                 | 3,55 Mio.       |
| 4          | 4         | Halloween                               | Halloween                           | 30. Okt. 2012        | 22. Feb. 2017                         | Jesse Peretz         | Chris McKenna                  | 3,12 Mio.       |
| 5          | 5         | Berufsschwäche                          | Danny Castellano Is My Gynecologist | 13. Nov. 2012        | 23. Feb. 2014                         | Peter Lauer          | Mindy Kaling                   | 3,17 Mio.       |
| 6          | 6         | Thanksgiving                            | Thanksgiving                        | 20. Nov. 2012        | 2. März 2014                          | Michael Spiller      | Adam Countee                   | 2,64 Mio.       |
| 7          | 7         | Slime                                   | Teen Patient                        | 27. Nov. 2012        | 2. März 2014                          | Rob Schrab           | Ike Barinholtz & David Stassen | 2,76 Mio.       |
| 8          | 8         | Zwei gegen Eine                         | Two to One                          | 4. Dez. 2012         | 9. März 2014                          | Peter Lauer          | Mindy Kaling                   | 2,68 Mio.       |
| 9          | 9         | Weihnachtsfeier                         | Josh and Mindy’s Christmas Party    | 11. Dez. 2012        | 24. Dez. 2014                         | Charles McDougall    | Jeremy Bronson                 | 3,07 Mio.       |
| 10         | 10        | Mindy’s Bruder                          | Mindy’s Brother                     | 8. Jan. 2013         | 9. März 2014                          | Michael Spiller      | Chris McKenna                  | 2,85 Mio.       |
| 11         | 11        | Das Stockbett (und andere Katastrophen) | Bunk Bed                            | 15. Jan. 2013        | 16. März 2014                         | Don Scardino         | Jeremy Bronson                 | 2,76 Mio.       |
| 12         | 12        | Ein One Night Stand ist schwer          | Hooking Up Is Hard                  | 22. Jan. 2013        | 16. März 2014                         | Paul Lieberstein     | Mindy Kaling                   | 3,05 Mio.       |
| 13         | 13        | Mindyana Jones                          | Harry & Sally                       | 29. Jan. 2013        | 23. März 2014                         | Michael Spiller      | Mindy Kaling & B. J. Novak     | 3,20 Mio.       |
| 14         | 14        | Valentinstag (Harry und Mindy)          | Harry & Mindy                       | 5. Feb. 2013         | 13. Feb. 2015                         | Michael Weaver       | Harper Dill                    | 3,60 Mio.       |
| 15         | 15        | Mindy’s Minute                          | Mindy’s Minute                      | 19. Feb. 2013        | 6. Apr. 2014                          | B. J. Novak          | Ike Barinholtz & David Stassen | 3,05 Mio.       |
| 16         | 16        | Mister Right                            | The One That Got Away               | 26. Feb. 2013        | 13. Apr. 2014                         | Michael Spiller      | Mindy Kaling & Jeremy Bronson  | 3,26 Mio.       |
| 17         | 17        | Mindy’s Geburtstag                      | Mindy’s Birthday                    | 19. März 2013        | 30. März 2014                         | Claire Scanlon       | Adam Countee                   | 3,07 Mio.       |
| 18         | 18        | Danny’s Freund                          | Danny’s Friend                      | 26. März 2013        | 20. Apr. 2014                         | Beth McCarthy-Miller | Matt Warburton                 | 2,62 Mio.       |
| 19         | 19        | Mein cooler christlicher Freund         | My Cool Christian Boyfriend         | 2. Apr. 2013         | 27. Apr. 2014                         | Michael Spiller      | Jack Burditt                   | 2,47 Mio.       |
| 20         | 20        | Pretty Man                              | Pretty Man                          | 4. Apr. 2013         | 4. Mai 2014                           | Rob Schrab           | Tucker Cawley                  | 3,24 Mio.       |
| 21         | 21        | Santa Fe                                | Santa Fe                            | 9. Apr. 2013         | 11. Mai 2014                          | B. J. Novak          | Tracey Wigfield                | 2,66 Mio.       |
| 22         | 22        | Triathlon                               | Triathlon                           | 30. Apr. 2013        | 18. Mai 2014                          | Wendey Stanzler      | Jack Burditt                   | 2,56 Mio.       |
| 23         | 23        | Donkey Kong                             | Frat Party                          | 7. Mai 2013          | 25. Mai 2014                          | Michael Weaver       | Tracey Wigfield                | 2,61 Mio.       |
| 24         | 24        | Nimm mich mit                           | Take Me With You                    | 14. Mai 2013         | 1. Juni 2014                          | Michael Spiller      | Mindy Kaling & Jeremy Bronson  | 2,57 Mio.       |

## Staffel 2
Die Erstausstrahlung der zweiten Staffel war vom 17. September 2013 bis zum 6. Mai 2014 auf dem US-amerikanischen Sender Fox zu sehen. Die deutschsprachige Erstausstrahlung sendete der deutsche Free-TV-Sender Comedy Central vom 7. September 2014 bis 4. Januar 2015.
| Nr. (ges.) | Nr. (St.) | Deutscher Titel                            | Originaltitel                           | Erstausstrahlung USA | Deutschsprachige Erstausstrahlung (D) | Regie                | Drehbuch                       | Zuschauer (USA) |
| ---------- | --------- | ------------------------------------------ | --------------------------------------- | -------------------- | ------------------------------------- | -------------------- | ------------------------------ | --------------- |
| 25         | 1         | All meine Probleme für immer gelöst        | All My Problems Solved Forever          | 17. Sep. 2013        | 7. Sep. 2014                          | Michael Spiller      | Mindy Kaling                   | 3,83 Mio.       |
| 26         | 2         | Der andere Doktor L.                       | The Other Dr. L                         | 24. Sep. 2013        | 7. Sep. 2014                          | Michael Spiller      | Jack Burditt                   | 2,94 Mio.       |
| 27         | 3         | Musikfestival                              | Music Festival                          | 1. Okt. 2013         | 14. Sep. 2014                         | Michael Weaver       | Matt Warburton                 | 2,86 Mio.       |
| 28         | 4         | Morgans Magie                              | Magic Morgan                            | 8. Okt. 2013         | 14. Sep. 2014                         | Neal Brennan         | Tracey Wigfield                | 2,89 Mio.       |
| 29         | 5         | Die Würstchen-Nacht                        | Wiener Man                              | 15. Okt. 2013        | 21. Sep. 2014                         | Michael Weaver       | Jack Burditt                   | 2,73 Mio.       |
| 30         | 6         | Der Bro-Club                               | Bro Club for Dudes                      | 22. Okt. 2013        | 21. Sep. 2014                         | David Rogers         | Jeremy Bronson                 | 2,69 Mio.       |
| 31         | 7         | Der Skater                                 | Sk8er Man                               | 5. Nov. 2013         | 28. Sep. 2014                         | Beth McCarthy-Miller | Charlie Grandy                 | 2,88 Mio.       |
| 32         | 8         | SMS für dich                               | You’ve Got Sext                         | 12. Nov. 2013        | 5. Okt. 2014                          | Alex Hardcastle      | Mindy Kaling                   | 2,66 Mio.       |
| 33         | 9         | Weiße Mami Dot Com                         | Mindy Lahiri Is a Racist                | 19. Nov. 2013        | 12. Okt. 2014                         | Greg Daniels         | Ike Barinholtz & David Stassen | 2,40 Mio.       |
| 34         | 10        | Mister und Misses Hochzeit                 | Wedding Crushers                        | 26. Nov. 2013        | 19. Okt. 2014                         | Charles McDougall    | Lang Fisher                    | 2,66 Mio.       |
| 35         | 11        | Die Weihnachtsfeier-Sex-Falle              | Christmas Party Sex Trap                | 3. Dez. 2013         | 25. Dez. 2014                         | Michael Spiller      | Tracey Wigfield                | 2,34 Mio.       |
| 36         | 12        | Danny Castellano ist mein Personal Trainer | Danny Castellano Is My Personal Trainer | 7. Jan. 2014         | 26. Okt. 2014                         | Rob Schrab           | Charlie Grandy                 | 2,62 Mio.       |
| 37         | 13        | L.A.                                       | L.A.                                    | 14. Jan. 2014        | 2. Nov. 2014                          | Michael Spiller      | Mindy Kaling & Tracey Wigfield | 2,47 Mio.       |
| 38         | 14        | Die Wüste                                  | The Desert                              | 21. Jan. 2014        | 9. Nov. 2014                          | Marco Fargnoli       | Tracey Wigfield & Mindy Kaling | 3,02 Mio.       |
| 39         | 15        | Lass uns knutschen, du Idiot               | French Me, You Idiot                    | 1. Apr. 2014         | 16. Nov. 2014                         | Paul Lieberstein     | Jack Burditt                   | 1,88 Mio.       |
| 40         | 16        | Das Sextape                                | Indian BBW                              | 1. Apr. 2014         | 23. Nov. 2014                         | Michael Spiller      | Jeremy Bronson                 | 1,87 Mio.       |
| 41         | 17        | Cool bleiben                               | Be Cool                                 | 8. Apr. 2014         | 30. Nov. 2014                         | Rob Schrab           | Ike Barinholtz & David Stassen | 2,26 Mio.       |
| 42         | 18        | Hollywood Hamilton                         | Girl Crush                              | 8. Apr. 2014         | 7. Dez. 2014                          | David Rogers         | Chris Schleicher               | 2,33 Mio.       |
| 43         | 19        | Denk wie ein Peter                         | Think Like a Peter                      | 15. Apr. 2014        | 14. Dez. 2014                         | Ken Whittingham      | Charlie Grandy                 | 1,95 Mio.       |
| 44         | 20        | Ein Offizier und eine Gynäkologin          | An Officer and a Gynecologist           | 22. Apr. 2014        | 21. Dez. 2014                         | David Rogers         | Jack Burditt & Lang Fisher     | 2,14 Mio.       |
| 45         | 21        | Hallo Nachbar                              | Girl Next Door                          | 29. Apr. 2014        | 28. Dez. 2014                         | Michael Weaver       | Tracey Wigfield & Alina Mankin | 2,20 Mio.       |
| 46         | 22        | Danny und Mindy                            | Danny and Mindy                         | 6. Mai 2014          | 4. Jan. 2015                          | Michael Spiller      | Mindy Kaling                   | 2,48 Mio.       |

## Staffel 3
Die Erstausstrahlung der dritten Staffel war vom 16. September 2014 bis zum 24. März 2015 auf dem US-amerikanischen Fernsehsender Fox zu sehen. Die deutschsprachige Erstausstrahlung sendete der deutsche Free-TV-Sender Comedy Central vom 5. Oktober bis zum 26. Dezember 2015.
| Nr. (ges.) | Nr. (St.) | Deutscher Titel                       | Originaltitel                        | Erstausstrahlung USA | Deutschsprachige Erstausstrahlung (D) | Regie                | Drehbuch                          | Zuschauer (USA) |
| ---------- | --------- | ------------------------------------- | ------------------------------------ | -------------------- | ------------------------------------- | -------------------- | --------------------------------- | --------------- |
| 47         | 1         | Endlich ein Paar!                     | We’re a Couple Now, Haters!          | 16. Sep. 2014        | 5. Okt. 2015                          | Michael Spiller      | Mindy Kaling                      | 2,68 Mio.       |
| 48         | 2         | Meine Feindin Annette Castellano      | Annette Castellano Is My Nemesis     | 23. Sep. 2014        | 6. Okt. 2015                          | Marco Fargnoli       | Tracey Wigfield                   | 2,10 Mio.       |
| 49         | 3         | Verbrechen, Delikte und ein Exfreund  | Crimes & Misdemeanors & Ex-BFs       | 30. Sep. 2014        | 7. Okt. 2015                          | Michael Weaver       | Matt Warburton                    | 2,35 Mio.       |
| 50         | 4         | Experimente                           | I Slipped                            | 7. Okt. 2014         | 12. Okt. 2015                         | Lynn Shelton         | Charlie Grandy                    | 2,19 Mio.       |
| 51         | 5         | Der Teufel trägt es sportlich         | The Devil Wears Lands’ End           | 14. Okt. 2014        | 13. Okt. 2015                         | Michael Spiller      | Jeremy Bronson                    | 2,21 Mio.       |
| 52         | 6         | Alles zu seiner Zeit                  | Caramel Princess Time                | 4. Nov. 2014         | 14. Okt. 2015                         | Beth McCarthy-Miller | Charlie Grandy & Mindy Kaling     | 2,84 Mio.       |
| 53         | 7         | Wir müssen über Annette reden         | We Need to Talk About Annette        | 11. Nov. 2014        | 15. Okt. 2015                         | Michael Weaver       | Alina Mankin                      | 2,47 Mio.       |
| 54         | 8         | Das Tagebuch einer verrückten Inderin | Diary of a Mad Indian Woman          | 18. Nov. 2014        | 19. Okt. 2015                         | Alex Hardcastle      | Lang Fischer                      | 2,37 Mio.       |
| 55         | 9         | Wie werde ich nur die Mutter los?     | How To Lose a Mom in Ten Days        | 25. Nov. 2014        | 20. Okt. 2015                         | David Rogers         | Tracey Wigfield                   | 2,33 Mio.       |
| 56         | 10        | Was macht Peter?                      | What About Peter?                    | 2. Dez. 2014         | 21. Okt. 2015                         | David Stassen        | Ike Barinholtz & David Stassen    | 2,45 Mio.       |
| 57         | 11        | Weihnachten                           | Christmas                            | 9. Dez. 2014         | 26. Dez. 2015                         | Paul Lieberstein     | Charlie Grandy                    | 2,55 Mio.       |
| 58         | 12        | Stanford                              | Stanford                             | 6. Jan. 2015         | 22. Okt. 2015                         | Michael Spiller      | Tracey Wigfield                   | 2,24 Mio.       |
| 59         | 13        | Eine Liebe in San Francisco           | San Francisco Bae                    | 13. Jan. 2015        | 26. Okt. 2015                         | Michael Spiller      | Chris Schleicher                  | 2,42 Mio.       |
| 60         | 14        | Schluss mit lustig                    | No More Mr. Noishe Guy               | 3. Feb. 2015         | 27. Okt. 2015                         | Michael Weaver       | Jeremy Bronson                    | 2,22 Mio.       |
| 61         | 15        | Ein Essen bei Familie Castellano      | Dinner at the Castellanos            | 10. Feb. 2015        | 28. Okt. 2015                         | David Rogers         | Charlie Grandy                    | 2,33 Mio.       |
| 62         | 16        | Die Werte der Familie Lahiri          | Lahiri Family Values                 | 17. Feb. 2015        | 29. Okt. 2015                         | Marco Fargnoli       | Tracey Wigfield                   | 2,51 Mio.       |
| 63         | 17        | Danny, der Ernährungsberater          | Danny Castellano Is My Nutritionist  | 24. Feb. 2015        | 2. Nov. 2015                          | Lynn Shelton         | Mindy Kaling & Matt Warburton     | 2,28 Mio.       |
| 64         | 18        | Neue Aufgaben                         | Fertility Bites                      | 3. März 2015         | 3. Nov. 2015                          | Nisha Ganatra        | Jeremy Bronson & Chris Schleicher | 2,13 Mio.       |
| 65         | 19        | Die Beichte                           | Confessions of a Catho-holic         | 10. März 2015        | 4. Nov. 2015                          | Ike Barinholtz       | Jack Burditt                      | 1,76 Mio.       |
| 66         | 20        | Der Babybauch                         | What to Expect When You’re Expanding | 17. März 2015        | 5. Nov. 2015                          | Michael Weaver       | Tracey Wigfield & Lang Fisher     | 2,00 Mio.       |
| 67         | 21        | Der Trauzeuge                         | Best Man                             | 24. März 2015        | 5. Nov. 2015                          | Michael Spiller      | Mindy Kaling                      | 2,05 Mio.       |

## Staffel 4
Die Veröffentlichung der vierten Staffel fand vom 15. September 2015 bis zum 5. Juli 2016 bei Hulu per Streaming statt. Die deutschsprachige Erstausstrahlung sendete der deutsche Free-TV-Sender Comedy Central vom 8. Juli 2016 bis zum 1. September 2017.
| Nr. (ges.) | Nr. (St.) | Deutscher Titel                   | Originaltitel                     | Erstausstrahlung USA | Deutschsprachige Erstausstrahlung (D) | Regie             | Drehbuch                       |
| ---------- | --------- | --------------------------------- | --------------------------------- | -------------------- | ------------------------------------- | ----------------- | ------------------------------ |
| 68         | 1         | In meinen Träumen                 | While I Was Sleeping              | 15. Sep. 2015        | 8. Juli 2016                          | Michael Spiller   | Mindy Kaling                   |
| 69         | 2         | Der Feigling                      | C Is for Coward                   | 22. Sep. 2015        | 8. Juli 2016                          | Alex Hardcastle   | Matt Warburton                 |
| 70         | 3         | Leo Castellano ist mein Sohn      | Leo Castellano Is My Son          | 29. Sep. 2015        | 15. Juli 2016                         | Alex Reid         | Charlie Grandy                 |
| 71         | 4         | An die Arbeit                     | The Bitch Is Back                 | 6. Okt. 2015         | 22. Juli 2016                         | Michael Weaver    | Tracey Wigfield                |
| 72         | 5         | Hausfrau und MILF                 | Stay at Home MILF                 | 13. Okt. 2015        | 29. Juli 2016                         | Rachel Goldenberg | Chris Schleicher               |
| 73         | 6         | Der Roadtrip                      | Road Trip                         | 20. Okt. 2015        | 5. Aug. 2016                          | David Stassen     | David Stassen                  |
| 74         | 7         | Mindy und das Kindermädchen       | Mindy and Nanny                   | 27. Okt. 2015        | 12. Aug. 2016                         | Roger Kumble      | Lang Fisher                    |
| 75         | 8         | Mindys Klinik                     | Later, Baby                       | 3. Nov. 2015         | 19. Aug. 2016                         | Ryan Case         | Tracey Wigfield                |
| 76         | 9         | Jody Kimball-Kinney ist mein Mann | Jody Kimball-Kinney is My Husband | 10. Nov. 2015        | 26. Aug. 2016                         | Marco Fargnoli    | Chris Schleicher               |
| 77         | 10        | Trauerarbeit                      | The Departed                      | 17. Nov. 2015        | 2. Sep. 2016                          | Claire Scanlon    | Lang Fisher                    |
| 78         | 11        | Die Lahiris und die Castellanos   | The Lahiris and the Castellanos   | 24. Nov. 2015        | 9. Sep. 2016                          | Kate Dennis       | Charlie Grandy                 |
| 79         | 12        | Die Elternfalle                   | The Parent Trap                   | 1. Dez. 2015         | 14. Aug. 2017                         | David Rogers      | Matt Warburton                 |
| 80         | 13        | Das erste Treffen                 | When Mindy Met Danny              | 8. Dez. 2015         | 15. Aug. 2017                         | Michael Spiller   | Mindy Kaling & Matt Warburton  |
| 81         | 14        | Ja oder nein?                     | Will They or Won’t They           | 12. Apr. 2016        | 16. Aug. 2017                         | Michael Spiller   | Mindy Kaling & Matt Warburton  |
| 82         | 15        | Es wird ernst                     | 2 Fast 2 Serious                  | 19. Apr. 2016        | 17. Aug. 2017                         | Ike Barinholtz    | Ike Barinholtz & David Stassen |
| 83         | 16        | Finanzprobleme                    | So You Think You Can Finance      | 26. Apr. 2016        | 18. Aug. 2017                         | Ryan Case         | Landon Young                   |
| 84         | 17        | Mindy Lahiri ist zu haben         | Mindy Lahiri is DTF               | 3. Mai 2016          | 21. Aug. 2017                         | Alex Reid         | Charlie Grandy                 |
| 85         | 18        | Bernardo und Anita                | Bernardo & Anita                  | 10. Mai 2016         | 22. Aug. 2017                         | David Rogers      | Mindy Kaling & Matt Warburton  |
| 86         | 19        | Der Rückfall                      | Baby Got Backslide                | 17. Mai 2016         | 23. Aug. 2017                         | Geeta Patel       | Chris Schleicher               |
| 87         | 20        | Das beste Date der Welt           | The Greatest Date in the World    | 24. Mai 2016         | 24. Aug. 2017                         | Michael Weaver    | Tracey Wigfield                |
| 88         | 21        | Unter der Sonne von Texas         | Under the Texan Sun               | 31. Mai 2016         | 25. Aug. 2017                         | David Stassen     | Lang Fisher                    |
| 89         | 22        | Auf nach Princeton                | Princeton Charming                | 7. Juni 2016         | 28. Aug. 2017                         | David Rogers      | Guy Branum                     |
| 90         | 23        | Softball ist nichts für Heulsusen | There’s No Crying in Softball     | 14. Juni 2016        | 29. Aug. 2017                         | Michael Weaver    | Jonathan Green & Gabe Miller   |
| 91         | 24        | Der Kinderstar                    | My Kid Stays in the Picture       | 21. Juni 2016        | 30. Aug. 2017                         | Marco Fargnoli    | Guy Branum                     |
| 92         | 25        | Die neue Praxis                   | Freedom Tower Women’s Health      | 28. Juni 2016        | 31. Aug. 2017                         | Linda Mendoza     | Jonathan Green & Gabe Miller   |
| 93         | 26        | Ehebrecher                        | Homewrecker                       | 5. Juli 2016         | 1. Sep. 2017                          | Michael Spiller   | Lang Fisher & Chris Schleicher |

## Staffel 5
Die Veröffentlichung der fünften Staffel fand vom 4. Oktober 2016 bis zum 28. März 2017 bei Hulu per Streaming statt. Die deutschsprachige Erstausstrahlung sendete der deutsche Free-TV-Sender Comedy Central vom 18. Juni bis zum 5. Juli 2018.
| Nr. (ges.) | Nr. (St.) | Deutscher Titel                  | Originaltitel                          | Erstausstrahlung USA | Deutschsprachige Erstausstrahlung (D) | Regie           | Drehbuch                    |
| ---------- | --------- | -------------------------------- | -------------------------------------- | -------------------- | ------------------------------------- | --------------- | --------------------------- |
| 94         | 1         | Entscheidungen                   | Decision 2016                          | 4. Okt. 2016         | 18. Juni 2018                         | Michael Spiller | Mindy Kaling                |
| 95         | 2         | Der Streik                       | Nurses’ Strike                         | 11. Okt. 2016        | 19. Juni 2018                         | David Rogers    | Matt Warburton              |
| 96         | 3         | Margaret Thatcher                | Margaret Thatcher                      | 18. Okt. 2016        | 20. Juni 2018                         | Alex Reid       | Charlie Grandy              |
| 97         | 4         | Mindy Lahiri ist frauenfeindlich | Mindy Lahiri Is a Misogynist           | 25. Okt. 2016        | 21. Juni 2018                         | Ike Barinholtz  | Lang Fisher                 |
| 98         | 5         | Lelan Breakfast                  | Leland Breakfast Is the Miracle Worker | 1. Nov. 2016         | 22. Juni 2018                         | David Stassen   | Chris Schleicher            |
| 99         | 6         | Das Foto                         | Concord                                | 8. Nov. 2016         | 25. Juni 2018                         | Michael Spiller | Guy Branum                  |
| 100        | 7         | Der TV-Auftritt                  | Revenge of the Nurse                   | 15. Nov. 2016        | 26. Juni 2018                         | Michael Spiller | Josh Bycel & Jonathan Fener |
| 101        | 8         | Immer und immer wieder           | Hot Mess Time Machine                  | 14. Feb. 2017        | 27. Juni 2018                         | David Rogers    | Matt Warburton              |
| 102        | 9         | Bat Mitzvah                      | Bat Mitzvah                            | 21. Feb. 2017        | 28. Juni 2018                         | Kate Dennis     | Josh Bycel & Jonathan Fener |
| 103        | 10        | Patricia gibt alles              | Take My Ex-Wife, Please                | 28. Feb. 2017        | 29. Juni 2018                         | Daniella Eisman | Chris Schleicher            |
| 104        | 11        | Reserviert                       | Dibs                                   | 7. März 2017         | 2. Juli 2018                          | Michael Spiller | Lang Fisher                 |
| 105        | 12        | Mindy Lahiri ist ein weißer Mann | Mindy Lahiri is a White Man            | 14. März 2017        | 3. Juli 2018                          | Marco Fargnoli  | Lang Fisher                 |
| 106        | 13        | Mindy’s beste Freundin           | Mindy’s Best Friend                    | 21. März 2017        | 4. Juli 2018                          | Geeta V. Patel  | Guy Branum                  |
| 107        | 14        | Der Antrag                       | A Decent Proposal                      | 28. März 2017        | 5. Juli 2018                          | Michael Spiller | Charlie Grandy              |

## Staffel 6
Die Veröffentlichung der sechsten Staffel fand vom 12. September bis zum 14. November 2017 bei Hulu per Streaming statt.  Die deutschsprachige Erstausstrahlung sendete der deutsche Free-TV-Sender Comedy Central vom 22. Oktober bis zum 4. November 2020.
| Nr. (ges.) | Nr. (St.) | Deutscher Titel                 | Originaltitel                              | Erstausstrahlung USA | Deutschsprachige Erstausstrahlung (D) | Regie           | Drehbuch                         |
| ---------- | --------- | ------------------------------- | ------------------------------------------ | -------------------- | ------------------------------------- | --------------- | -------------------------------- |
| 108        | 1         | Ist das alles?                  | Is That All There Is?                      | 12. Sep. 2017        | 22. Okt. 2020                         | David Stassen   | Mindy Kaling & Sonia Kharkar     |
| 109        | 2         | Ein romantisches Beziehungsende | A Romantical Decouplement                  | 19. Sep. 2017        | 23. Okt. 2020                         | Lang Fisher     | Lang Fisher                      |
| 110        | 3         | Scheiden tut weh                | May Divorce Be With You                    | 26. Sep. 2017        | 26. Okt. 2020                         | Linda Mendoza   | Matt Warburton & Jennifer Vierck |
| 111        | 4         | Leos Freundin                   | Leo’s Girlfriend                           | 3. Okt. 2017         | 27. Okt. 2020                         | Ike Barinholtz  | Charlie Grandy & Meredith Dawson |
| 112        | 5         | Der verlorene Sohn              | Jeremy & Anna’s Meryl Streep Costume Party | 10. Okt. 2017        | 28. Okt. 2020                         | Geeta V. Patel  | Mackenzie Dohr                   |
| 113        | 6         | Hebammengeschichten             | The Midwife’s Tale                         | 17. Okt. 2017        | 29. Okt. 2020                         | Daniela Eisman  | Chris Schleicher                 |
| 114        | 7         | Die Single Flitterwochen        | Girl Gone Wild                             | 24. Okt. 2017        | 30. Okt. 2020                         | David Rogers    | Miranda Berman                   |
| 115        | 8         | Ärzte ohne Grenzen              | Doctors Without Boundaries                 | 31. Okt. 2017        | 2. Nov. 2020                          | Marco Fargnoli  | Guy Branum                       |
| 116        | 9         | Danny im echten Leben           | Danny in Real Life                         | 7. Nov. 2017         | 3. Nov. 2020                          | Michael Spiller | Matt Warburton & Mindy Kaling    |
| 117        | 10        | Du, und nur du allein           | It Had to Be You                           | 14. Nov. 2017        | 4. Nov. 2020                          | Michael Spiller | Matt Warburton & Mindy Kaling    |